# Geografie Švédska
Tento článek popisuje geografické poměry ve Švédsku.

## Poloha a rozloha

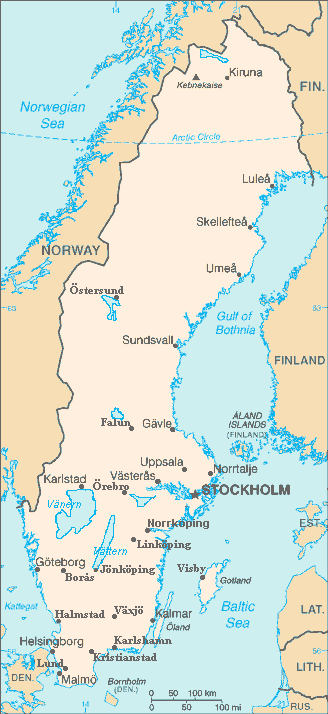
Mapa Švédska

Švédsko se nachází na Skandinávském poloostrově v severní Evropě. Leží západně od Baltského moře a Botnického zálivu. V západní části odděluje Švédsko od Norska Skandinávské pohoří. Na jihozápadě oddělují zemi od Dánska průlivy) Öresund a Kattegatt.
Rozloha země činí 447 425,14 km². Z toho pevnina tvoří 407 283,53 km² (91 %) a vodní plochy (jezera, vodní toky) 40 141,61 km² (9 %). Ke Švédsku též patří pobřežní vody k celkové ploše 81 435,56 km². Švédsko je 55. největší zemí světa, 5. v Evropě a největší v severní Evropě.
Území má protáhlý tvar v severojižním směru. Vzdálenost mezi nejsevernějším a nejjižnějším místem je 1572 km.

### Státní hranice
Švédsko má pevninskou hranici s Norskem (1619 km) a Finskem (586 km). Celková délka hranice 2205 km. Délka pobřeží činí 3218 km.
Hranice s Norskem vede převážně po hlavním hřebeni Skandinávského pohoří. Hranici s Finskem v celé délce tvoří vodní tok (řeky Könkämä, Muonio a Torne). Hranice všech tří zemí se protínají v nejsevernějším bodě švédského území (Treriksröset). Státní hranice lze v rámci Schengenského prostoru volně překračovat.

### Krajní body
- Nejsevernější: Treriksröset (obec Kiruna)
- Nejvýchodnější: Kataja (obec Haparanda)
- Nejjižnější: Smygehuk (obec Trelleborg)
- Nejzápadnější: Stora Drammen (obec Strömstad)

## Ostrovy

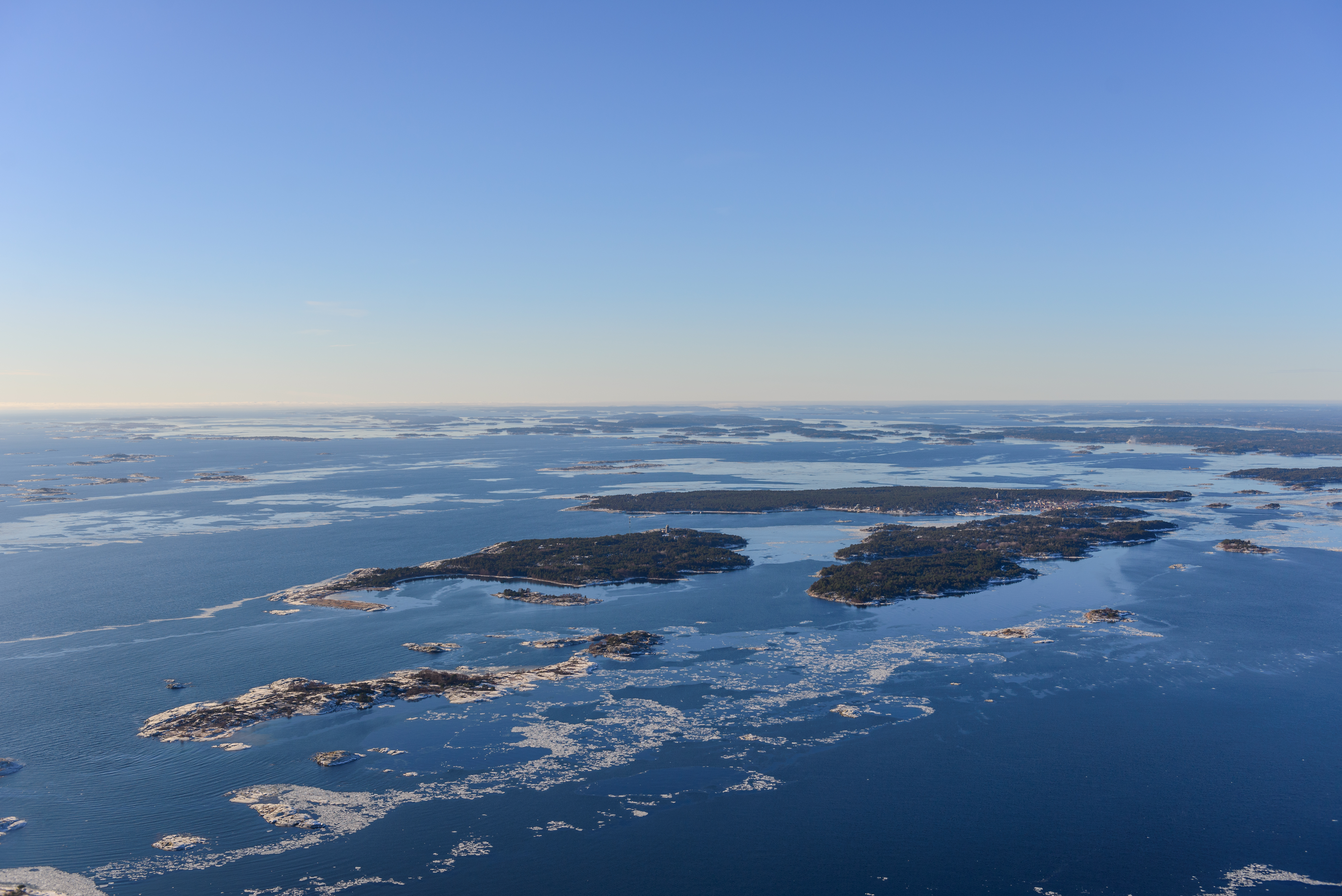
Stockholmské souostroví

Švédsko má řadu ostrovů a ostrůvků při pobřeží v Baltském moři a v průlivu Kattegatt. Další se nacházejí ve vnitrozemských jezerech. V roce 2013 bylo evidováno celkem 267 570 ostrovů. Jejich celková rozloha činí 1 211 243 hektarů, což jsou asi 3 % celkové rozlohy země. Na 8 093 ostrovech se nacházejí lidská obydlí. Trvale obydlených ostrovů je 984..
Největšími ostrovy jsou Gotland (2960 km²) a Öland (1342 km²). Oba se nacházejí v Baltském moři. Největším souostrovím je Stockholmské souostroví, které tvoří asi 24 000 ostrovů.

## Povrch
Z geomorfologického hlediska lze území Švédska rozdělit na pět základních jednotek:
- Skandy - na území Švédska dosahují největších výšek na severu Kebnekaise (2097 m n. m.) a Sarektjåkkå (2089 m)
- Plošiny Norrlandu - východní a jihovýchodní podhůří Skand s rozlehlými lesy a velkými zásobami rud
- Botnické nížiny
- Nížiny Svealandu se zvlněnými hřebeny ledovcového původu a většinou z více než 90 tisíc švédských jezer.
- Jihošvédská vysočina v Götalandu s maximální výškou 378 m (vrch Tomtabacken), zahrnuje kamenité vrchoviny Smålandu a roviny Skåne

## Geologie
Z geologického hlediska je území Švédska tvořeno dvěma základními jednotkami: Baltským štítem a Skandinávským pohořím. Baltský štít je nejstarší částí evropské pevniny a je složen z prahorních a starohorních hornin. Jedná se o soubory silně metamorfovaných hornin prostoupených hlubinnými vyvřelinami. Zastoupeny jsou ruly, granulity, migmatity, svory, žuly, granodiority, gabra, místy i křemence, vápence, pískovce. Od prvohor až do současnosti zůstal baltský štít trvale souší. 
Skandinávské pohoří bylo vyvrásněno uprostřed prvohor kaledonským vrásněním jako součást mohutné horské soustavy, jejíž součástí byly rovněž pohoří na britských ostrovech. Pohoří má velmi pestrou stavbu tvořenou horninami z mladších starohor a starších prvohor. Nejvyšší švédské vrcholy Kebnekaise a Sarek jsou z amfibolitů.

## Podnebí
Přes severní polohu má Švédsko převážně mírné podnebí. Horské pásmo Skandinávského pohoří tvoří výrazné klimatické rozhraní, které odděluje Švédsko od typického oceánského podnebí na západě. Asi 15 % území Švédska leží za Severním polárním kruhem. V horách severního Švédska převládá subarktické podnebí. Severně od polárního kruhu v určité letní dny slunce vůbec nezapadá, v zimě naopak vůbec nevychází.
Značné rozpětí zeměpisné šířky (55-69° s. š.) a výšková členitost způsobují, že podnebí je v rámci Švédska velmi rozmanité. Podle Köppenovy klasifikace podnebí patří Švédsko ke čtyřem klimatickým oblastem: 
1. mírně teplé a vlhké podnebí Cfb - úzký pruh nížinného pobřeží jižního Švédska
2. vlhké boreální podnebí Dfb - po 60° s. š., zde mají minimálně 4 měsíce průměrnou teplotu přes 10 °C, rozšíření smíšených a listnatých lesů
3. vlhké boreální podnebí Dfc - severně od 60° s. š., průměrná teplota nad 10 °C pouze v 1-4 měsících, rozšíření tajgy
4. subpolární tundrové podnebí E - horské oblasti Skandinávského pohoří v severní části švédsko-norského pohraničí

### Teplota
Průměrná roční teplota se v jednotlivých částech Švédska značně liší. V oblastech za polárním kruhem dosahuje hodnot pod 0 °C (Jokkmokk -0,6 °C). Naopak na jihozápadním pobřeží je téměř 8 °C (Göteborg 7,8 °C, Malmö 7,9 °C).
- Absolutní minimum: -53,3 °C v Laxbackenu
- Absolutní maximum: +38,0 °C v Ultuně[3]

### Srážky
V rozložení srážek ve Švédsku jsou rovněž velké rozdíly. Závisí to na vzdálenosti od Atlantského oceánu a na nadmořské výšce. Nejdeštivější oblastí je horský masiv Sarek (přes 2000 mm ročně). Na východ od Skandinávského pohoří množství srážek velmi rychle klesá a rozsáhlé nížinné a pahorkatinné oblasti Švédska mají 400-800 mm srážek ročně, při čemž jich ubývá od jihozápadu (pobřeží Kattegatu) k severu: Göteborg 670 mm, Stockholm 555 mm, Jokkmokk 475 mm.

## Vodstvo

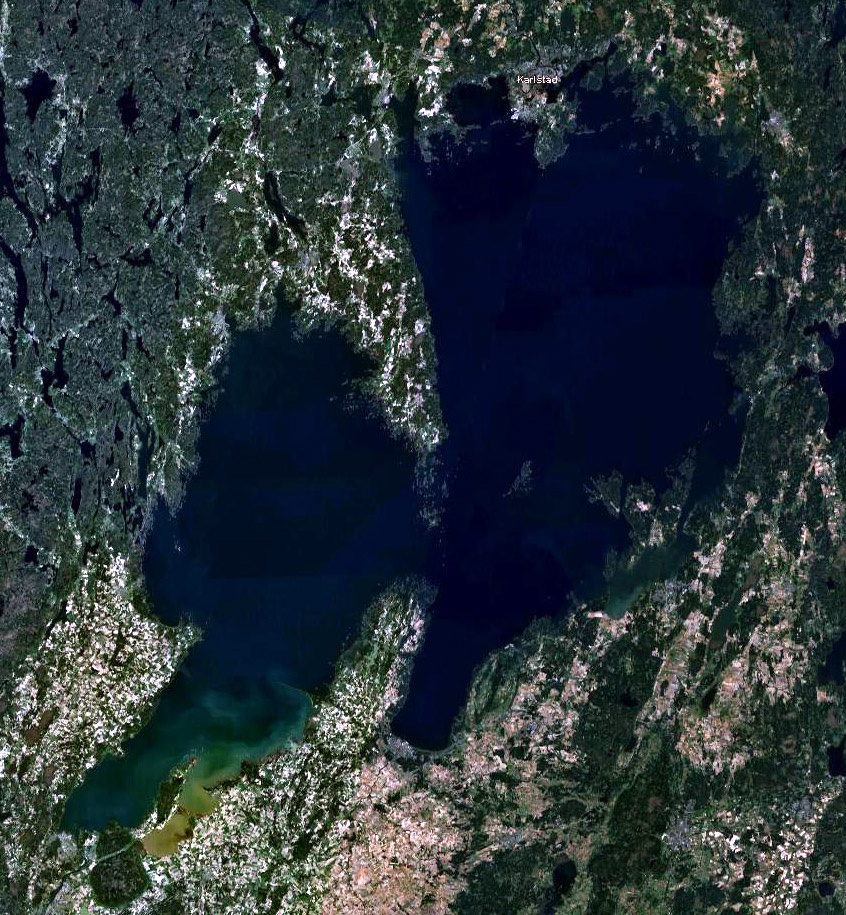
Satelitní pohled na jezero Vänern

### Jezera
V důsledku zalednění poslední doby ledové se ve Švédsku nachází velké množství přírodních jezer. Registrováno je přibližně 96 000 vodních ploch nad 1 hektar (v registru Švédského hydrometeorologického ústavu, SMHI). Celkový počet jezer, včetně vodních ploch do 1 hektaru, se odhaduje na 300 až 500 tisíc. Celková plocha jezer je přibližně 40 000 km² a tvoří asi 9 % celkové rozlohy země. 23 jezer má plochu větší než 100 km². Největší jezera jsou Vänern, Vättern a Mälaren.
Na velkých vodních tocích, především v severní části země, je též vybudována řada přehrad, které slouží hlavně k výrobě elektrické energie.

### Vodní toky

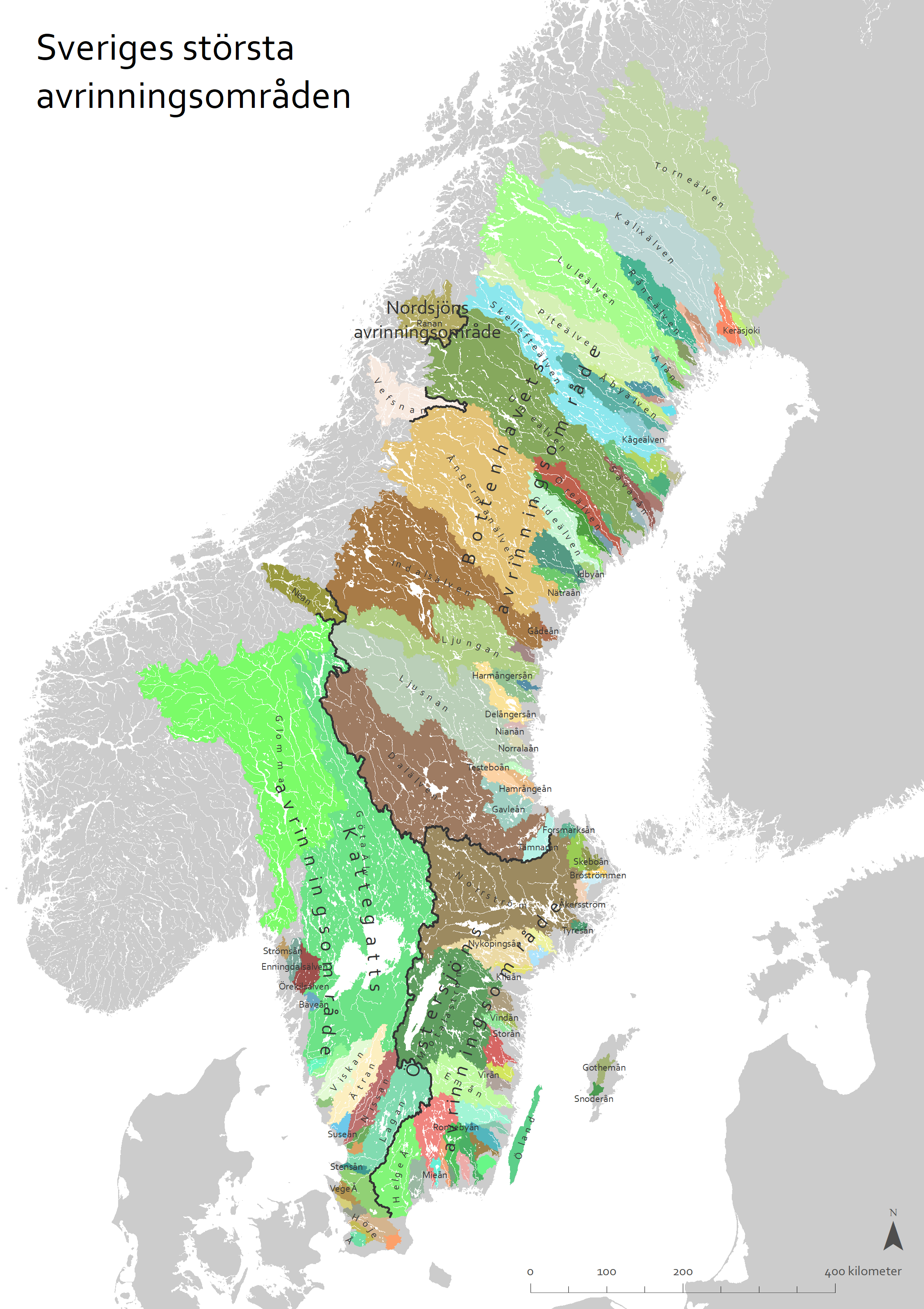
Hlavní povodí ve Švédsku

Většina území Švédska je odvodňována do Baltského moře a Botnického zálivu, které tvoří východní pobřeží země. Jihozápad země spadá do úmoří průlivů Kattegatt a Skagerrak při západním pobřeží. Nepatrná území při hranicích s Norskem jsou odvodňována do Norského moře. Vzhledem k tomu, že pevninská hranice s Norskem z velké části kopíruje hlavní hřeben Skandinávského pohoří, který tvoří hlavní rozvodí, a hranice s Finskem celá vede vodním tokem, většina vodních toků pramení i ústí do moře ve Švédsku (resp. na jeho hranicích). Jen nepatrný podíl vod odtéká do zahraničí (do Norska). Jediný významný vodní tok, který přitéká na švédské území je řeka Klarälven (přitéká z Norska pod názvem Trysilelva). SHMI registruje 27 663 vodních toků o celkové délce přibližně 192 000 km. 119 řek, které ústí do moře, má plochu povodí nad 200 km² (tzv. hlavní povodí).
Charakter řek se liší v severní a jižní části země. Všechny významné toky severně od řeky Dalälven (tzv. norrlandské řeky) pramení ve Skandinávském pohoří poblíž hranice s Norskem a tečou prakticky rovnoběžně východním až jihovýchodním směrem do Botnického zálivu. Dosahují značné šíře i mohutnosti. Na jihu řeky odtékají z Jihošvédské vysočiny všemi směry a nedosahují takové délky ani velikosti jako na severu. Výjimkou je řeka Göta, která odvádí vodu z jezera Vänern. Je nejmohutnějším vodním tokem a má největší povodí (50 115 km²) ve Švédsku i ve Skandinávii. Spolu s hlavním přítokem jezera, řekou Klarälven, jde zároveň o nejdelší skandinávský vodní tok (731 km).
Göta má největší průměrný roční průtok (566 m³/s). Sezónně ji však svými maximálními průtoky překonávají norrlandské řeky. Pohraniční řeka Torne dosahuje při jarním tání průtoků až 2180 m³/s (průměrně 388 m³/s).
K nejdelším řekám ve Švédsku patří Torne älv (522 km), Dalälven (520 km), Klarälven (500 km, ve Švédsku 300 km), Ume älv (450 km), Ångermanälven (450 km), Lule älv (450 km), Vindelälven (450 km), Kalix älv (450 km), Ljusnan (430 km) a Indalsälven (420 km).

## Vegetace a fauna
Jižní část země je převážně zemědělská, směrem na sever se zvyšuje podíl lesů.
Na jihu Švédska převládají listnaté stromy, dále na sever jsou to jedle a smrky a na úplném severu břízy. 

## Ochrana přírody
Ve Švédsku se nachází dvacet osm národních parků. Mají celkovou rozlohu 6326,4 km² (v roce 2005), což zabírá 1,4% rozlohy země. Největší z nich je Národní park Padjelanta (1984 km²). Nejstaršími jsou Národní parky Abisko, Stora Sjöfallet, Sarek, Pieljekaise, Sonfjället, Hamra, Ängsö, Garphyttan a Gotska Sandön, které byly vyhlášeny v roce 1909.